# Шерлок Холмс і доктор Ватсон
«Приго́ди Ше́рлока Хо́лмса і до́ктора Ва́тсона» (рос. «Шерлок Холмс и доктор Ватсон»; також має назву: «Шерлок Холмс і доктор Ватсон: Знайомство. Кривавий напис» або «Червоним по білому») — радянський художній фільм, перша частина телевізійного серіалу за творами Артура Конан Дойля про знаменитого англійського слідчого Шерлока Холмса. Фільм вийшов на телеекрани у 1979 році та знятий за мотивами першої повісті про Холмса — «Етюд у багряних тонах» та оповідання «Пістрява стрічка». Деякі епізоди фільму були взяті з повісті «Знак чотирьох».
Серіал складається з двох серій та розповідає про знайомство доктора Ватсона, який тільки-но приїхав з Афганістану, та Шерлока Холмса.

## Сюжет

### «Знайомство»
Молодий воєнний лікар Джон Ватсон повертається після демобілізації на терени своєї рідної Батьківщини — в Англію. Тут він зустрічається зі своїм давнім знайомим містером Стемфордом, який порадив доктору зняти кімнату у будинку за адресою Бейкер-стріт, 221-b, яку здає стара леді — місіс Хадсон. Також у цій квартирі мешкає містер Шерлок Холмс, який винаймає в цьому будинку другу кімнату.
Дуже скоро Ватсон розуміє, що Шерлок Холмс є надзвичайно дивною людиною. З одного боку Холмс вміє чудово грати на скрипці, проводить важкі хімічні експерименти, має глибокі знання про особливості лондонського ґрунту, знає як свої п'ять пальців Карний Кодекс тодішньої Англії. А з іншого боку він не читає художню літературу, не знає, що Земля обертається навкруги Сонця. До того ж, до Шерлока Холмса часто навідується багато людей. Ватсон так розповідає Стемфорду, про людей яких він бачив у свого «знайомого» співмешканця: «Я бачив жінок, які йшли від Холмса плачучи, а один бридкого вигляду старий прийшов та не вийшов…». Через це Ватсон починає підозрювати, що Холмс — злочинець. Тоді доктор вирішує викликати Холмса на боксерську дуель, під час якої виявиться, що насправді Холмс — приватний детектив.
Незабаром Ватсон на власні очі пересвідчився, що Холмс першокласний слідчий, бо він почав розслідувати «Справу про пістряву стрічку». До них на Бейкер-стріт прийшла дівчина, на ім'я Елен Стоунер, яка благала Шерлока Холмса про допомогу. Річ у тому, що два роки тому при загадкових обставинах померла її сестра, за кілька днів до свого весілля. Помираючи, її сестра говорила Елен про якусь строкату стрічку.
Елен з Джулією жили разом з вітчимом, їхня матір померла. Вітчима звали Грімзбі Ройлот. Елен розповіла, що вона часто чує вночі якийсь стукіт та свист, про який незадовго до смерті розповідала їй Джулія. І зараз Елен готується вже до власного весілля.
Стукіт та свист вона чує в кімнаті покійної сестри, до якої вона переїхала через ремонт в будинку. І тепер Елен жахається того, що теж може загинути.
Після того, як Елен пішла від Холмса та Ватсона, до них у будинок вдерся Ройлот і починає їм погрожувати. Згодом вони дізнаються, що доктор Грімсбі Ройлот ще й побив свою пасербицю.
Холмс, вислухавши всю цю розповідь, просить дозволу у міс Стонер оглянути будинок вітчима та її кімнату. Ввечері того ж дня Холмс разом з Ватсоном, після від'їзду Ройлота з дому у справах, оглядають помешкання. У кімнаті Ройлота вони побачили дивний сейф та маленьку тарілочку з молоком. Але дуже скоро повертається додому Грімсбі Ройлот, і тому Холмс просить Елен Стонер дозволити йому з Ватсоном зостатися на ніч у її кімнаті. Через деякий час доктор Ватсон, Холмс та Елен чують як заходить у свою кімнату Ройлот, а потім до їхніх вух лине легкий стукіт та свист. Шерлок Холмс побачив, що до них у кімнату повзе змія. І тоді він став щосили бити її палицею і змія, злякавшись, поповзла назад, у кімнату Ройлота, де смертельно вкусила свого хазяїна.
Виявилося, що доктору Грімсбі Ройлоту було невигідне весілля сестер, бо це обмежувало його фінансові статки, бо вони отримували як посаг більшу частину заощаджень їхньої покійної матері. А їхнє вбивство він вирішив зробити за допомогою змії, отруту якої було неможливо виявити.

### «Кривавий напис»
Містер Шерлок Холмс сильно нудьгує. Вже кілька місяців йому не траплялася жодна цікава справа, тому він грає в шахи з Ватсоном або вистрілює монограму королеви Вікторії у своїй кімнаті на стіні.
Але ось Холмс отримує лист від інспектора Грегсона, в якому йдеться про загадкову смерть американця, тіло якого знайшли у покинутому будинку на Брікстон-роуд. Найцікавіше полягало в тому, що небіжчик був без будь-яких ознак насилля, а на стіні помешкання було написано кров'ю слово «помста» (англ. revenge). Слідство веде інспектор Лестрейд, який був не дуже задоволений тим, що за справу взявся Холмс. Через декілька днів поліція знаходить тіло іншого американця — Стенджерсона, якого було вбито ножем і якого Лестрейд підозрював в убивстві. На стіні поліція та Шерлок Холмс знаходять такий же напис, як і в попередній раз — «помста».
Дуже швидко Холмс знаходить убивцю. Його звали Джеферсон Хоуп і він вирішив помститися за смерть своєї нареченої Люсі та її батька — Джона Фер'є, яких колись вбила секта мормонів. Джеферсон вирішив грати з покидьками на рівних. Він брав з собою дві однакові пігулки. В одній була отрута, а в іншій — ні. Перша жертва — Енок Дреббер, обрав пігулку з отрутою і помер, а друга жертва намагалася вбити Джеферсона, тому йому довелося покінчити зі Стенджерсоном.
Наступного дня Джеферсон Хоуп помер у буцегарні, а лаври його затримання присвоїли собі інспектор Лестрейд та Грегсон. Після цього Ватсон пообіцяв Холмсу, що він стане його офіційним біографом.

## У ролях

### У головних ролях
- Василь Ліванов — Шерлок Холмс
- Віталій Соломін — доктор Ватсон
- Рина Зелена — місіс Хадсон
- Борислав Брондуков — інспектор Лестрейд (озвучив Ігор Єфимов)
- Ігор Дмитрієв — інспектор Грегсон

Знайомство
- Генадій Богачов — Стемфорд
- Марія Соломіна[ru] — Елен Стонер та Джулія Стонер
- Федір Одиноков — доктор Ґрімсбі Ройлот

Кривавий напис
- Микола Караченцов — Джеферсон Хоуп
- Адольф Ільїн — Енох Дреббер
- Віктор Арістов — Джозеф Стенджерсон
- Олег Хроменков — поштар
- Віталій Баганов — констебль
- Любов Тищенко — псевдо — удова

## Знімальна група
- Сценарій: Юлій Дунський та Валерій Фрид
- Режисер: Ігор Маслєнніков
- Оператор: Юрій Векслер[ru]
- Композитор: Володимир Дашкевич
- Художник: Марк Каплан

## Цікаві факти

Зображення героїв радянського фільму на аверсі дводоларової монети

- Нова Зеландія ввела в обіг серію срібних дводоларових монет, на аверсі яких зображені кадри з радянського телесеріалу[1].
- За сценарієм фільму та за сюжетом повісті «Етюд у багряних тонах» Шерлок Холмс, коли знайомиться з Ватсоном, запитує доктора: «Давно з Афганістану?». При озвученні фільму було замінено слово «Афганістан» на «Схід», через побоювання політичної цензури.
- Василій Ліванов став членом ордену Британської Імперії (15 червня 2006) — за найкращий екранний образ Шерлока Холмса.
- Спочатку на роль Холмса Ігор Маслєнніков хотів взяти Олександра Кайдановського, а на роль Ватсона Олега Басилашвілі.
- На честь радянського серіалу про Холмса та доктора Ватсона, у Москві 27 квітня на Смоленській площі було встановлено пам'ятник. У вигляді Холмса зображено Василя Ліванова, а у вигляді Ватсона Віталія Соломіна.[2]
- Артур Конан-Дойл при написанні «Пістрявої стрічки» допустив кілька серйозних помилок. Доктор Ройлотт використовував для вбивства власної падчерки болотяну змію, яка виповзала з вентиляційної віддушини, а потім спускалася і піднімалася назад по мотузці для дзвінка, яким викликали слуг. Але справа в тому, що змії не зможуть повзти по вільно висячій мотузці, бо їм потрібна тверда основа. Інакше кажучи, такий трюк у житті неможливий. Також у книзі згадувалося про те, що Ройлотт кликав змію свистом, однак у ХХ столітті науковці довели, що змії глухі, тому це теж вважається помилкою автора. Тому коли знімальна група зіткнулася з такою проблемою, було вирішено, що Ройлотт повинен був викликати рептилію не лише свистом, якого змія була не в змозі почути, а й легким постукуванням по стіні. В кінці серії «Знайомство» це все пояснювалося в розмові Холмса з Ватсоном[3].

## Кіноляпи
- Під час боксування Холмса з Ватсоном, коли до кімнати заходить місіс Хадсон і звертається до Шерлока Холмса, чи він пам'ятає, що в доктора проблеми з лівою рукою, останній відповідає: «Ви не спостережливі, місіс Хадсон: я жодного разу не пустив у хід ліву. Тому шанси рівні». І відразу ж ударив лівою.[4]
- В одній зі сцен Елен Стоунер за сюжетом користується газовою лампою, щоб провести Ватсона та Шерлока Холмса до кімнати Грімсбі Ройлота. Насправді ж глядач бачить електролампу, стилізовану під газову. Чітко видно білий шнур, також видно, як він тягнеться по підлозі слідом за Стоунер[5].
- У другій частині заарештованого Джеферсона Хоупа (грає Микола Караченцов) вимірюють з усіх боків за антропометричним методом Альфонса Бертільйона. Цей метод учений розробив на початку 1880-их років, а події фільму відбуваються наприкінці 1870-их[6].